# Lista emisiunilor difuzate de Nat Geo People în România
Aceasta este o listă cu emisiunile difuzate de Nat Geo People în România.

## Emisiunile din prezent
| Ziua premierei      | Titlu                                    | ￼Ref. |
| ------------------- | ---------------------------------------- | ----- |
| ￼31 august 2015￼    | Cesar și câinii                          |       |
| 1 septembrie 2015   | Doctor Pol                               |       |
| 1 septembrie 2015   | Veterinar în Yukon                       |       |
| 1 septembrie 2015   | Estul și Vestul în bucătărie             |       |
| 1 septembrie 2015   | Ferma familiei Bulloch                   |       |
| 1 septembrie 2015   | Ca la bunica                             |       |
| 1 septembrie 2015   | Dolce vita a la David Rocco              |       |
| 1 septembrie 2015   | Cesar salvatorul                         |       |
| 1 septembrie 2015   | Restaurante de top, orașe de top         |       |
| 1 septembrie 2015   | 50 de feluri să-ți bagi mama în sperieți |       |
| 1 septembrie 2015   | Dragoste interzisă                       |       |
| ￼2 septembrie 2015￼ | Tabu                                     |       |
| 2 septembrie 2015   | Primitivii moderni                       |       |
| 3 septembrie 2015   | Apocalipsa: Ești gata?                   |       |
| 3 septembrie 2015   | Patru bebeluși pe secundă                |       |